# Haie an Bord
Haie an Bord (späterer Verleihtitel: Freddy – Die Fahrt ins Abenteuer) ist ein deutscher Kriminalfilm von Arthur Maria Rabenalt aus dem Jahr 1971 mit Freddy Quinn in der Hauptrolle.

## Handlung
Auf Sardinien sucht der Hamburger Seemann und Taucher Fred Norman mithilfe seines Freundes Heinz nach seinem Bekannten Luigi. Er hatte ihn einst zu einem kleinen Grenzschmuggel überredet, wofür Fred seinen Lastwagen zur Verfügung stellte. Der kleine Schmuggel erwies sich als großer Goldraub, an dem Fred ahnungslos teilnahm. Die Bande kam für drei Jahre ins Gefängnis, Fred konnte fliehen und auch Luigi verschwand mit den beiden Koffern voll Gold. Fred hofft nun, ihn auf Sardinien zu finden, damit er ihn rehabilitiere. Er wird von Andrea Jacobs und Harry Lang kontaktiert. Beide haben damals beim Raub mitgemacht, ihre Zeit im Gefängnis verbüßt und suchen nun die Koffer, die Luigi in einem Schnellboot im Meer versenkt hat. Luigi selbst ist tot. Andrea und Harry erpressen Fred, der von ihnen verraten und der Polizei übergeben werden könnte. Er soll ihnen bei der Bergung der Koffer helfen. Dafür würde er 100.000 Mark und den Kutter erhalten, mit dem sie auf See fahren werden und den er schon lange haben wollte. Notgedrungen stimmt Fred zu, nimmt jedoch Heinz mit an Bord.
Hinter dem Koffer ist auch der Gauner Paul Barko her, der sich den Taucher Marko engagiert hat. Beide folgen Fred, Heinz, Andrea und Harry, die an der vermuteten Stelle der Koffer zu tauchen beginnen. Mit Marko begibt sich Paul heimlich an Bord des Kutters und übernimmt per Pistolengewalt die Leitung der Taucheinsätze. Zahlreiche Tauchgänge bringen jedoch kein Ergebnis. Durch die attraktive Andrea an Bord gibt es bald Ärger, so versucht Marko, sich an ihr zu vergehen, was Fred verhindert. Er hat sich in Andrea verliebt, doch gelingt es Paul, Zwietracht zu säen, indem er behauptet, dass der für Fred durch das Duo gekaufte Kutter mit einem ungedeckten Scheck bezahlt worden sei.
Bei einem heftigen Sturm bricht sich Heinz den Arm und kann den anderen nun nicht mehr zur Seite stehen. Fred findet bei einem Tauchgang das Boot und auch die Koffer. Harry tötet Paul und hat sich längst mit Marko gegen die anderen verbündet. Die Koffer werden geborgen. Zwar plant Fred, die Koffer an Land an die Polizei zu übergeben, weil er sich dadurch rehabilitieren könnte, doch kidnappen Harry und Marko Andrea und fahren mit den Koffern in einem Motorboot davon. Zuvor haben sie Fred gefesselt und eine Dynamitlunte an Bord entzündet. Der an Bord gebliebenen Heinz schießt auf die Flüchtenden; es gelingt ihm Harry zu töten, doch wird beim Schusswechsel auch Andrea getroffen. Heinz kann das Dynamit unschädlich machen, stürzt dabei jedoch zu Tode. Die Koffer werden an Land von der Polizei entgegengenommen und Marko wird verhaftet. Fred ist rehabilitiert und kann nach Hamburg zurückkehren. Als er den Kutter an seinen Eigentümer zurückgeben will, da der Scheck ja geplatzt sei, meint dieser, dass Harry und Andrea den Kutter tatsächlich gekauft hatten. Fred will nun mit Andrea nach Hamburg gehen, die schwerverletzt ins Krankenhaus eingeliefert wurde. Er erfährt jedoch, dass sie kurz nach ihrer Aussage, die Fred entlastete, verstorben ist.

## Produktion
Haie an Bord beruht auf dem Roman Leichte Beute von Rolf O. Becker-Riepen, der 1970 erschienen war. Der Film wurde unter anderem an der Costa Smeralda in Italien gedreht. Für die Garderobe war Heinz Ihme zuständig. Der Film erlebte am 15. April 1971 im Hamburger Passage-Theater seine Premiere. Im Jahr 2010 erschien der Film auf DVD.
Freddy Quinn singt im Film die Lieder Die Fahrt ins Abenteuer, Auf einem Seemannsgrab und La Paloma (Originaltext). Es war der letzte Kinofilm, in dem Freddy Quinn die Hauptrolle übernahm.

## Kritik
Der film-dienst nannte Haie an Bord ein „naiv konstruiertes und anspruchslos durchgeführtes Kriminalabenteuer“.